# Закобилєк
Закобилєк (словен. Zakobiljek) — поселення в общині Гореня вас-Поляне, Горенський регіон, Словенія. Висота над рівнем моря: 570,40 м.